# Mafia II
Mafia II és un videojoc d'acció en tercera persona desenvolupat per 2K Czech, filial de 2K Games. És la continuació de la primera part Mafia: The City of Lost Heaven, encara que no tindrà continuïtat directa amb la línia argumentativa d'aquesta. La seva creació i desenvolupament va ser anunciada el 22 d'agost de 2008. La història es desenvolupa entre els finals dels anys 40 i principis dels 50. El joc està disponible per PC, Xbox 360, i PlayStation 3 i tindrà compatibilitat amb DirectX 11.1.
| « | Com el màfia original va ser un gran èxit, estem emocionats per portar el nou nivell de tecnologia en consoles per crear una nova experiència, mentre millorem els elements que van crear emoció en els fanàtics del joc. el factor sorpresa en Mafia 2 és definitivament la qualitat visual que esperem que vostè només vegi en pel·lícules de Hollywood. | » |

## Sobre Mafia II
La història de Mafia II es desenvolupa a finals dels anys 40 i principis dels anys 50, en una ciutat fictícia anomenada Empire Bay, la qual abasta un total de 24 quilòmetres quadrats i està inspirada en San Francisco, Chicago i Nova York.
El protagonista rep el nom de Vito Scaletta, un jove Sicilià fill de pares immigrants de Sicília que torna a casa després del seu involuntari pas per la guerra per cometre un delicte. En arribar a Empire City, Joe Barbaro, el seu amic d'infància el rep, i a partir d'aquest moment es comencen a introduir en els perillosos negocis de la màfia.
El joc està fidelment inspirat en l'època dels 40 i 50. Els cotxes, la roba, l'arquitectura, les armes... són elements perfectament imitants. Els seus gràfics són d'última generació; i l'escenari estarà ple de vida i detalls, les exprecions facials són de gran detall i el moviment dels personatges estan perfectament recreats. El joc va ser llançat el 24 d'agost del 2010 al mercat.
Té un desenvolupament totalment lineal, en comparació als famosos videojocs de la saga "Grand Theft Auto" i és més realista, ja que en aquest joc la policia no et deixa fer coses que en el GTA et deixaven fer, com per exemple: si col·lisions contra un cotxe, la policia anirà a posar-te una multa, si robes un cotxe, la policia et s'aturarà, tot i que pots pagar un suborn de quantitat variable segons la gravetat del delicte, o fins i tot si atropellar algú, et dispararan, també si passes el límit de velocitat, la policia et s'aturarà per pagar una multa.

## Convenció de Jocs de Leipzig
El 22 agost 2008màfia 2va ser desvetllat a la Convenció de Jocs de Leipzig. El pòster oficial del joc, el logotip i el tràiler van ser presentats al públic.

## Localització
Empire Bay es divideix en 15 districtes i 3 suburbis (cada part està diferenciada):
- Sand Island
- Hunter's Point
- Greenfield
- Kingston
- Dipton
- Riverside
- Southport
- Midtown
- West side
- East Side
- Little Italy
- ChinaTown
- Oyster Bay
- Mileville north
- Mileville south

## Jugabilitat
El joc és en tercera persona d'un sol jugador estil sandbox i té el mecanisme de cobertura de Gears of War i Uncharted 2.
En el joc es pot utilitzar la majoria dels objectes al voltant com armes incloent la mateixa arma quan aquesta se li acaben les municions. La ciutat Empire City té una extensió aproximada de 16 quilòmetres quadrats, la ciutat és plena de vida amb trànsit i població més densa, el sistema de robar cotxes és de 2 classes, violenta (trencar la finestreta) o amb rossinyols. Els vehicles poden ser modificats com canviar de llantes, motor, frens, pintura, etcètera; també es pot escoltar música de l'època a la ràdio del vehicle ... El combat cos a cos és més elaborat. Pots comprar roba, menjar i armes lliurement. Daniel Vavra, dissenyador del joc i director del seu desenvolupament, va dir que el joc no pretén ser una ombra del nou joc, Grand Theft Auto IV, sinó que revolucionaria aquest gènere.